# Phụ Tân
Phụ Tân (tiếng Trung: 阜新市 bính âm: Fùxīn shì, Hán-Việt: Phụ Tân thị) là một địa cấp thị của tỉnh Liêu Ninh, Trung Quốc.
Phụ Tân có các đơn vị cấp huyện sau:
- Quận: Hải Châu (海州区), Tân Khâu (新邱区), Thái Bình (太平区), Thanh Hà Môn (清河门区), Tế Hà (细河区)
- Huyện: Chương Vũ (彰武县)
- Huyện tự trị dân tộc Mông Cổ Phụ Tân (阜新蒙古族自治县)